# Germaine Franco
Germaine Franco (* 20. Jahrhundert) ist eine US-amerikanische Filmkomponistin, Musikerin und Musikproduzentin.

## Leben
Germaine Franco wuchs in El Paso, Texas auf. Als 10-Jährige stellte sie ihr Musiklehrer vor die Wahl, welches Instrument sie im Orchester übernehmen wolle, sie wählte das Schlagzeug. Auf der Highschool marschierte sie mit ihrer auf einem Skateboard befestigten eigenen Trommel in der Drum-Line der Marchingband bei den großen Sportveranstaltungen. Später spielte sie in einer ersten Jazzcombo mit und schließlich in der El Paso Youth Symphony.
Sie absolvierte ein Musikstudium an der Rice University Houston mit einem Bachelor- und einem Master-Abschluss. Danach wurde sie als Schlagwerkerin international in Orchestern aktiv. Sie spielte in Theatern und Opernhäusern von Houston bis Berlin. Nebenbei schrieb sie Musik für ihre eigene Band. Ihre besondere Liebe zur Latin-Musik brachte sie zurück nach Kalifornien, wo sie beim kubanischen Perkussionisten Luis Conte Unterricht nahm. Während sie beim Los Angeles Theatre Center arbeitete, fragte sie erstmals ein Regisseur, ob sie für seinen Kurzfilm die Musik komponieren wollte.
In den 1990er-Jahren komponierte sie erste Filmmusiken. Nach einem Umzug nach Los Angeles wurde sie ab 2003 Assistentin bei John Powell. 2017 wirkte sie maßgeblich an der Orchestrierung des Films Coco – Lebendiger als das Leben! mit. 2019 komponierte sie die Titelmusik der Zeichentrickserie Die Casagrandes.
Für ihre Filmmusik für den Disney-Animationsfilm Encanto wurde sie 2022 für den Golden Globe und den Oscar nominiert.

## Filmografie (Auswahl)
- 2007: 3 Américas
- 2012: Margarita
- 2015: Dope
- 2016: Shovel Buddies
- 2018: Catch Me!
- 2019: Dora und die goldene Stadt (Dora and the Lost City of Gold)
- 2020: Work It
- 2021: Encanto
- 2023: The Mother